# Semaeopus prasinotribes
Semaeopus prasinotribes là một loài bướm đêm trong họ Geometridae.